# Јапански носач авиона Сорју
Сорју је био јапански флотни носач авиона коришћен у Другом светском рату и био је први јапански флотни носач авиона који је од самог почетка пројектован као носач авиона (Акаги је преправљен од бојног крсташа а Кага је преправљен од бојног брода). Заједно са другим бродом ове класе (Хирју) потопљен је у бици за Мидвеј.

## Историја пројекта
На Лондонској поморској конференцији одржаној током 1930. године, одлучено је да се однос у тежини код носачима авиона између Сједињених Америчких Држава, Уједињеног Краљевства и Јапана промени од 5:5:3 на 10:10:7. То је увећало лимит тонаже, тако да су оне могле да повећају број изграђених бродова. Јапану је након модернизације носача авиона Кага остао лимит од 15.900 тона, што је било довољно да се уради модернизација носача авиона Акаги или изгради један нови носач авиона. Јапански адмиралштаб се одлучио за изградњу једног тешког носача авиона, пошто се налазио у оквиру још важећих ограничења Вашингтонске конференције. Одлучено је да се при пројектовању за труп новог носача авиона користе цртежи за труп тешких крстарица класе Могами. У поређењу са крстарицама, труп носача авиона био је нешто увећан, како би се осигурала неопходна сигурност пловљења. Из тог разлога оклопна заштита брода била је максимално олакшана и укључивала 47 mm оклопни појас у рејону машинског и котловског одељења, а хангарна палуба била је покривена са 12 mm дебелим оклопом, који је над сладиштима муниције достигао 25 mm. Систем за опслуживање и наоружавање авиогрупе био је максимално упрошћен и налазио се и у хангару и на полетној палуби. Острвска надградња налазила се на десном боку, а два димњака била су, традиционално у јапанској флоти окренута према површини воде. Котловско одељење било је исто као и код крстарица Могами. И поред тога што је од почетне тежине крстарица тежина Сорју-а нарасла скоро дупло, брзина је била само за 3 kn (5,6 km/h) мања. Наоружање је било стандардно као и на осталим носачима авиона и чинили су га универзални топови 127/40 mm и противавионски топови 25/60 mm. Градња носача авиона почела је 20. новембра 1934. године на доку у бродоградилишту Куре. Поринут је 21. децембра 1935. године, а улази у састав јапанске флоте 29. јануара 1937. године.

## Тактичко-Технички подаци
| Стандардна тежина:         | 16.100 тона                          |
| Пуна тежина:               | 18.800 тона                          |
| Дужина:                    | 222.50 метара                        |
| Ширина:                    | 21.30 метара                         |
| Газ (средњи):              | 7.62 метара                          |
| Полетна палуба:            | 216.90×22.00 метара                  |
| Погон:                     | 8 котла „Канпон“                     |
| Снага:                     | 152.000 КС (4 парне турбине)         |
| Брзина:                    | 34,5 kn (63,9 km/h)                  |
| Даљина пловљења:           | 7.750 наутичких миља/18 kn (33 km/h) |
| Количина горива:           | 2050 тона нафте                      |
| Посада:                    | 1100 човека                          |
| Универзална артиљерија:    | 6×2 топа 127                         |
| Противавионска артиљерија: | 14×2 топа 25                         |
| Авиогрупа:                 | 65+6                                 |
| Ловци:                     | 12+2 А5М2                            |
| Обрушавајући бомбардери:   | 18+2 Д1А2                            |
| Торпедоносци:              | 35+2 Б4Ј1                            |

## Модернизација
Ни Сорју као ни други брод ове класе (Хирју) нису имали никакве промене осим у авиогрупи све до свог потапања. Током 1941. године авиогрупа на носачу авиона добила је нове типове авиона и имала следећи састав: 12+2 А6М2, 34+2 Б5Н2 и 16+2 Д3А1, а при нападу на Перл Харбор брод је носио 18+3 А6М2, 18+2 Б5Н2 и 18+2 Д3А1. У време операције „МИ“ (види:Битка за Мидвеј) на Сорју су се налазила за испитивање и два извиђачка авиона, тако да је авиогрупа у тој бици имала следеће састав: 18+3 А6М2, 18+2 Б5Н2, 18+2 Д3А1 и 2 Д4Ј1-Ц

## У служби
Носач авиона Сорју је уписан у списак јапанске флоте 29. јануара 1937. године и улази у састав 2. дивизије носача авиона. Заједно са носачима авиона Акаги, Кага, Шокаку, Зуикаку и Хирју учествује у нападу на Перл Харбор. Након извршеног напада, заједно са носачем авиона Хирју одлази према острву Вејк где својим авионима помажу у његовом освајању (28. децембар 1941). Приликом Индонезијске операције носачи авиона Сорју и Хирју су пружали подршу освајању острва Амбон, а 19. фебруара 1942. године су својим авионима бомбардовали град Дарвин - Аустралија, и у његовој луци потопили пар бродова. Током операције за заузимања острва Јава, авиони са та два носача авиона потапају амерички авио-транспортер Ленгли. У операциј „Ц“ - напад на Британце у Индијском океану, њихови авиони заједно са авионима са других носача авиона потапају британске тешке крстарице Дорсетшир и Корнуол, носач авиона Хермес и бомбардују луке и лучка постројења у Коломбу и Тринконамалију. За време Мидвејске битке Сорју добија 3 поготка бомбама међу поређане авионе, што изазива страховите експлозије и огроман пожар који измиче контроли. Брод тоне у 19:12 сати 4. јуна 1942. године.